# 榛果巧克力
榛果巧克力（義大利語：Gianduiotto，義大利語發音：[dʒanduˈjɔtto]; 皮埃蒙特語：giandojòt dʒaŋdʊˈjɔt）是一種產於義大利皮埃蒙特大區的巧克力，成錠狀，通常由錫箔包覆。榛果巧克力由糖、可可和榛子製成，在1852年於都靈由皮埃爾·保羅 ·卡法雷爾（Pierre Paul Caffarel）和米歇爾·普羅謝（Michele Prochet）所發明。在拿破崙統治期間，從南美進口可可豆變得困難，於是產生了將榛子塊與巧克力混合的想法，可可粉價格昂貴，因此當地生產商開始加入一些烤榛子（榛子是當地種植的，在皮埃蒙特很容易買到）。